# 토머스 레멩게사우 주니어
토머스 에상 레멩게사우 주니어(영어: Thomas Esang Remengesau, Jr., 1956년 2월 28일 ~ )는 팔라우의 제7·9대 대통령이다. 팔라우의 제4대 대통령을 역임한 토마스 레멩게사우 시니어의 아들이기도 하다.
1993년부터 2001년까지 팔라우의 제4대 부통령을 역임하였고, 2001년부터 2009년까지 팔라우의 제7대 대통령을 역임하였다. 2012년에 실시된 팔라우 대통령 선거에서 재선에 성공했고, 2013년부터 2021년까지 팔라우의 제9대 대통령을 역임하였다.

## 역대 선거 결과
| 선거명      | 직책명          | 대수 | 정당   | 1차 득표율 | 1차 득표수 | 2차 득표율 | 2차 득표수 | 결과 | 당락 |
| ----------- | --------------- | ---- | ------ | ---------- | ---------- | ---------- | ---------- | ---- | ---- |
| 1992년 선거 | 팔라우의 부통령 | 4대  | 무소속 | 33.84%     | 2,832표    | 51.72%     | 4,805표    | 1위  | 당선 |
| 1996년 선거 | 팔라우의 부통령 | 4대  | 무소속 | 68.71%     | 6,672표    |            |            | 1위  | 당선 |
| 2000년 선거 | 팔라우의 대통령 | 7대  | 무소속 | 53.20%     | 5,596표    |            |            | 1위  | 당선 |
| 2004년 선거 | 팔라우의 대통령 | 7대  | 무소속 | 66.31%     | 6,260표    |            |            | 1위  | 당선 |
| 2012년 선거 | 팔라우의 대통령 | 9대  | 무소속 | 49.08%     | 4,617표    | 58.89%     | 6,140표    | 1위  | 당선 |
| 2016년 선거 | 팔라우의 대통령 | 9대  | 무소속 | 50.41%     | 4,949표    | 51.32%     | 5,129표    | 1위  | 당선 |
| 2024년 선거 | 팔라우의 대통령 | 10대 | 무소속 | 42.11%     | 4,103표    |            |            | 2위  | 낙선 |